# Stella (альбом)
Stella — четвёртый студийный альбом швейцарской группы Yello, вышедший в 1985 году. Диск занял первое место в Швейцарии, 23-е — в Австрии, 26-е — в Швеции и 92-е — в Великобритании.

## Об альбоме
Трек «Oh Yeah» из этого альбома стал знаменитым после его появления в нескольких фильмах, среди них Феррис Бьюллер берёт выходной и Секрет моего успеха.

## Список композиций
- Все песни написаны и аранжированы Борисом Бланком и Дитером Майером.

1. «Desire» — 3:42
2. «Vicious Games» — 4:20
3. «Oh Yeah» — 3:04
4. «Desert Inn» — 3:30
5. «Stalakdrama» — 3:05
6. «Koladi-ola» — 2:57
7. «Domingo» — 4:33
8. «Sometimes (Dr. Hirsch)» — 3:35
9. «Let Me Cry» — 3:30
10. «Ciel Ouvert» — 5:26
11. «Angel No» — 3:07

- Бонусные треки в дополнении 2005 года

1. «Blue Nabou» — 3:19
2. «Oh Yeah» (Indian Summer Version) — 5:30
3. «Desire» (12" mix) — 6:54
4. «Vicious Games» (12" mix) — 6:00

## Участники записи
- Дитер Майер: Вокал
- Раш Винтерс: Вокал
- Чико Аблас: Гитары
- Энни Хоган: Фортепиано
- Petia: Стеклянная арфа[англ.]
- Beat Ash: Барабаны, Перкуссия

Технический персонал
- Produced By Boris Blank & Yello
- Recorded & Engineered By Tom Thiel & Yello
- Mixed By Ian Tregoning